# Château de Camber
Le château de Camber est un fort construit au début du XVIe siècle sur le territoire de la commune britannique de Camber, entre Rye et Winchelsea dans le Sussex de l’Est en Angleterre, pour en défendre le port : il est l’un des « châteaux henriciens (en) », bâtis par Henri VIII d’Angleterre pour protéger le sud de l’Angleterre. Il fait partie aujourd’hui des propriétés de l’English Heritage.

## Historique

### Construction
Entre 1512 et 1514, Sir Edward Guldeford construit une tour circulaire, pour défendre le port. Cette tour est incorporée dans un nouveau fort construit entre 1539 et 1544. Il est agrandi, prenant une forme presque symétrique. Quatre tourelles s’ajoutent à la tour originelle, liées par une fortification octogonale, offrant un passage couvert. Enfin, quatre bastions semi-circulaires servant de plateforme d’artillerie sont ajoutés devant chacune des nouvelles tours. La mer s’étant reculée au sud, la tour centrale a été rehaussée pour maintenir la portée des canons.

### Abandon
À la fin du XVIe siècle, l’ensablement de Camber rend le fort inutile, et il est abandonné en 1637. Il est récupéré par l’État britannique en 1967, devient propriété de l’English Heritage, et se visite de juillet à septembre.

## Informations externes
- Historique détaillé du château sur le site de l’English Heritage
- Informations sur le château sur le site de la réserve naturelle du port de Rye
- Le château de Camber sur le site fortified-places.com
- Le château modélisé en 3D

### Crédit des auteurs
- (en) Cet article est partiellement ou en totalité issu de l’article de Wikipédia en anglais intitulé « Camber Castle » (voir la liste des auteurs).